# Пафиопедилум
Пафиопе́дилум, Пафиопе́дилюм
, или Башмачок (лат. Paphiopedilum) — род многолетних травянистых растений семейства Орхидные из Непала, Индии, Китая, Таиланда, Малайзии, Филиппин, Калимантана, Суматры и Новой Гвинеи.
Аббревиатура родового названия — Paph.
Род Paphiopedilum вместе с Phragmipedium, Cypripedium, Mexipedium и Selenipedium относится к подсемейству Циприпедиевые.
Многие представители рода и гибриды с их участием популярны в комнатном и оранжерейном цветоводстве, а также широко представлены в ботанических садах.

## Этимология
Название рода образовано на основе двух слов: от названия родины богини Афродиты (в римской мифологии — Венеры) города Пафос на Кипре и слова pedilon — башмачок, сандалия.
Буквально Paphiopedilum переводится как пафосский башмачок или башмачок из Пафоса.
Из-за характерной губы цветка, похожей на ботинок или башмачок, представителей родов Paphiopedilum и Cypripedium часто называют Венерин башмачок.
Однозначная транслитерация латинского названия затруднена.

## История описания
Paphiopedilum были выделены в самостоятельный род Эрнстом Пфицером в конце XIX века, до этого все они относились к роду Cypripedium.
Первым представителем этого рода попавшим в Европу, был Paphiopedilum venustum, найденный в 1816 году в северо-восточной Индии датским ботаником Натаниэлом Валлихом и описанный по экземпляру, зацветшему в 1819 году в ботаническом саду Калькутты.
Чуть позже в том же регионе Валлих нашёл ещё одно похожее растение, Paphiopedilum insigne, которое было отправлено в Англию и зацвело в Ливерпульском ботаническом саду осенью 1820 года.
В 1836 году в Королевском экзотическом питомнике Лоддиджзов в Англии зацвёл первый экземпляр миниатюрного Paphiopedilum purpuratum (этот вид встречается близ Гонконга, в китайской провинции Гуандун и на острове Хайнань).
На начало XXI века описано около 70 видов.
Один из недавно найденных видов этого рода, Paphiopedilum hiepii, обнаружен в джунглях Вьетнама в конце 1990-х годов и описан санкт-петербургским учёным Л. В. Аверьяновым..

## Синонимы
По данным Королевских ботанических садов в Кью:
- Cordula Raf., 1838
- Stimegas Raf., 1838
- Menephora Raf., 1838

## Систематика
Систематика рода постоянно подвергается изменениям. Общепринятой точки зрения не существует.
Более-менее стабильна картина с числом подродов, их пять — шесть.

## Биологическое описание
Побег симподиального типа.
Стебель короткий.
Ризома есть у всех видов. Обычно сильно укорочена, но есть и исключения (Paphiopedilum druryi, Paphiopedilum robinsonii и Paphiopedilum armeniacum).
Корни хорошо развитые.
Листья широколинейные, ремневидные или продолговатые, сближены в двустороннюю розетку, от 5 до 60 см. При этом у одних видов листья одноцветные, чисто-зелёные, у других — с тёмным мраморным рисунком.
Цветоносы от 4 до 60 см длиной. У большинства видов соцветия одноцветковые. У Paphiopedilum victoria-regina на одном цветоносе последовательно могут образовываться более 30 цветов. Многоцветковые виды производят несколько цветков на одном цветоносе. От 2—3, до 13 или более.
Цветки крупные, разнообразны по окраске. Верхний сепалий (парус), часто широкий и ярко окрашенный, иногда он завернут вперед наподобие козырька, что ограничивает попадание дождевой воды во внутреннюю часть губы и на репродуктивные части цветка.
Все представители трибы Cypripedioideae имеют два плодоносных пыльника, тогда как в других трибах — только один. Третий пыльник стерилен, модифицирован в щитовидное тело, называемое «стаминодий», который расположен впереди колонки у основания губы и закрывает репродуктивные части.
У представителей рода необычные устьица. В то время как у большинства наземных растений в устьицах есть защитные клетки с хлоропластами в цитоплазме (в том числе у близкородственных орхидей Phragmipedium slipper), у Paphiopedilum их нет. Это различие приводит к более простому, но более слабому контролю функции устьиц

## Экологические особенности
Только два вида являются эпифитами: Paphiopedilum parishii и Paphiopedilum lowii. Три вида полуэпифиты (встречаются растущими на земле и на деревьях): Paphiopedilum hirsutissimum, Paphiopedilum villosum и Paphiopedilum glanduliferum. Остальные виды являются или наземными, или литофитами.
Для районов произрастания Пафиопедилюмов характерны муссонный (обильное осадками лето, и сухая зима), субтропический, тропический или субэкваториальный муссонный климат.

## Проблема охраны исчезающих видов
Места обитания всех видов Пафиопедилюмов находятся под сильным давлением человека. Во всех местах их обитания продолжается уничтожение тропических лесов и превращение их сельскохозяйственные угодия. Чрезмерный сбор растений для экспорта с целью удовлетворения спроса со стороны коллекционеров орхидей подрывает чистенность видов, произрастающих в ещё сохранившихся естественных местообитаниях. Некоторые виды в настоящее время известны только по описаниям, сделанным более 100 лет назад.
Чтобы защитить растения, были приняты правила, регулирующие торговлю. Все виды рода Пафиопедилюм входят в Приложение I Конвенции CITES. Цель Конвенции состоит в том, чтобы гарантировать, что международная торговля дикими животными и растениями не создаёт угрозы их выживанию.
Противопоставить массовому вывозу Пафиопедилюмов из природных мест произрастания можно только их искусственное размножение в промышленных масштабах. Этим сегодня занимаются многие садоводческие фирмы, специализирующиеся на торговле орхидеями.

## Виды
По данным Королевских ботанических садов в Кью:
- Paphiopedilum acmodontum
- Paphiopedilum adductum
- Paphiopedilum appletonianum
- Paphiopedilum argus
- Paphiopedilum armeniacum
- Paphiopedilum barbatum
- Paphiopedilum barbigerum
- Paphiopedilum bellatulum
- Paphiopedilum bougainvilleanum
- Paphiopedilum bullenianum
- Paphiopedilum callosum
- Paphiopedilum charlesworthii
- Paphiopedilum ciliolare
- Paphiopedilum concolor
- Paphiopedilum dayanum
- Paphiopedilum delenatii
- Paphiopedilum dianthum
- Paphiopedilum dixlerianum
- Paphiopedilum druryi
- Paphiopedilum emersonii
- Paphiopedilum exul
- Paphiopedilum fairrieanum
- Paphiopedilum fowliei
- Paphiopedilum gigantifolium
- Paphiopedilum glanduliferum
- Paphiopedilum glaucophyllum
- Paphiopedilum godefroyae
- Paphiopedilum gratrixianum
- Paphiopedilum hangianum
- Paphiopedilum haynaldianum
- Paphiopedilum helenae
- Paphiopedilum hennisianum
- Paphiopedilum henryanum
- Paphiopedilum hirsutissimum
- Paphiopedilum hookerae
- Paphiopedilum insigne typus
- Paphiopedilum intaniae
- Paphiopedilum javanicum
- Paphiopedilum kolopakingii
- Paphiopedilum lawrenceanum
- Paphiopedilum liemianum
- Paphiopedilum lowii
- Paphiopedilum malipoense
- Paphiopedilum mastersianum
- Paphiopedilum micranthum
- Paphiopedilum niveum
- Paphiopedilum ooii
- Paphiopedilum papuanum
- Paphiopedilum parishii
- Paphiopedilum philippinense
- Paphiopedilum platyphyllum
- Paphiopedilum primulinum
- Paphiopedilum purpuratum
- Paphiopedilum randsii
- Paphiopedilum rhizomatosum
- Paphiopedilum rothschildianum
- Paphiopedilum sanderianum
- Paphiopedilum sangii
- Paphiopedilum schoseri
- Paphiopedilum spicerianum
- Paphiopedilum stonei
- Paphiopedilum sugiyamanum
- Paphiopedilum sukhakulii
- Paphiopedilum supardii
- Paphiopedilum superbiens
- Paphiopedilum thaianum
- Paphiopedilum tigrinum
- Paphiopedilum tonsum
- Paphiopedilum tranlienianum
- Paphiopedilum urbanianum
- Paphiopedilum venustum
- Paphiopedilum victoria-mariae
- Paphiopedilum victoria-regina
- Paphiopedilum vietnamense
- Paphiopedilum villosum
- Paphiopedilum violascens
- Paphiopedilum wardii

## Естественныегибриды
- Paphiopedilum ×affine (= Paphiopedilum appletonianum × Paphiopedilum villosum). (Вьетнам)
- Paphiopedilum ×areeanum(= Paphiopedilum barbigerum × Paphiopedilum villosum var. annamense) (Китай — Юньнань).
- Paphiopedilum ×burbidgei (= Paphiopedilum dayanum × Paphiopedilum javanicum var. virens) (Борнео).
- Paphiopedilum ×dalatense (= Paphiopedilum callosum × Paphiopedilum villosum var. annamense) (Вьетнам).
- Paphiopedilum ×dixlerianum (= Paphiopedilum callosum × Paphiopedilum wardii) (Мьянма).
- Paphiopedilum ×expansum (= Paphiopedilum hennisianum × Paphiopedilum philippinense) (Филиппины).
- Paphiopedilum ×fanaticum (= Paphiopedilum malipoense × Paphiopedilum micranthum) (Китай).
- Paphiopedilum ×frankeanum (= Paphiopedilum superbiens × Paphiopedilum tonsum) (Суматра).
- Paphiopedilum ×grussianum (= Paphiopedilum dianthum × Paphiopedilum hirsutissimum var. esquirolei) (Китай).
- Paphiopedilum ×herrmannii (= Paphiopedilum helenae × Paphiopedilum hirsutissimum var. esquirolei) (Вьетнам).
- Paphiopedilum ×kimballianum (= Paphiopedilum dayanum × Paphiopedilum rothschildianum) (Борнео).
- Paphiopedilum ×littleanum (= Paphiopedilum dayanum × Paphiopedilum lawrenceanum) (Борнео).
- Paphiopedilum ×mattesii (= Paphiopedilum barbatum × Paphiopedilum bullenianum) (Малайзия).
- Paphiopedilum ×pereirae (= Paphiopedilum exul × Paphiopedilum niveum) (Таиланд).
- Paphiopedilum ×petchleungianum (= Paphiopedilum dianthum × Paphiopedilum villosum) (Китай).
- Paphiopedilum ×powellii (= Paphiopedilum callosum × Paphiopedilum exul) (Таиланд).
- Paphiopedilum ×pradhanii (= Paphiopedilum fairrieanum × Paphiopedilum venustum) (Гималаи)
- Paphiopedilum ×shipwayae (= Paphiopedilum dayanum × Paphiopedilum hookerae). (Борнео).
- Paphiopedilum ×siamense (= Paphiopedilum appletonianum × Paphiopedilum callosum) (Таиланд).
- Paphiopedilum ×spicerovenustum (= Paphiopedilum spiceranum × Paphiopedilum venustum) (Ассам).
- Paphiopedilum ×venustoinsigne (= Paphiopedilum insigne × Paphiopedilum venustum) (Ассам).
- Paphiopedilum ×vietenryanum (= Paphiopedilum gratrixianum × Paphiopedilum henryanum) (Китай — Юньнань).

## Искусственныегибриды(грексы)
Первый искусственно полученный гибрид — Paphiopedilum harrissianum (Paphiopedilum villosum × Paphiopedilum barbata) был представлен в 1869 году знаменитым английским гибридизатором орхидей Джоном Домини (1816−1891), работавшим в фирме «Вейч и сыновья». Один из клонов этого гибрида был назван Paphiopedilum harrisianum 'Superbum', он оказался настолько удачным, что до сих пор, 120 лет спустя, пользуется славой одного из самых красивых и легких в культуре первичных гибридов.
К 1900 году количество зарегистрированных гибридов возросло до 414, а к настоящему моменту их количество сосчитать невозможно.
Цели селекции многовидовых гибридов разнообразны. Это могут быть попытки получение растений с максимальным размером цветов, с цветами правильной окружности или необычной окраски. Основная проблема селекции Пафиопедилюмов — частая стерильность семян полученных растений или их низкая всхожесть.
Работы по гибридизации Пафиопедилюмов стимулировала особая медаль, которая была учреждена в США в 1926 году и называлась Медалью Джорджа Мура. Её вручали за наиболее интересные гибриды.
Родословные современных гибридов насчитывают до 15 поколений, тем не менее у многих из них ещё можно различить характерные черты их видовых предков.

## Галерея
- Paphiopedilum mastersianum ботаническая иллюстрация из книги Curtis's botanical magazine, 1898 г.
- Paphiopedilum victoria-mariae ботаническая иллюстрация из книги Curtis's botanical magazine, 1898 г.
- Paphiopedilum dayanum ботаническая иллюстрация из книги "Xenia Orchidacea" 1900 г.
- Paphiopedilum victoria-regina ботаническая иллюстрация из книги "Xenia Orchidacea" 1900 г.
- Paphiopedilum philippinense var. roebelenii ботаническая иллюстрация из книги "Xenia Orchidacea" 1900 г.
- Paphiopedilum hirsutissimum ботаническая иллюстрация из книги "Curtis's botanical magazine" vol. 83 (Ser. 3 no. 13) tab. 4990, 1857 г.
- Paphiopedilum haynaldianum. Ботаническая иллюстрация из книги «Xenia Orchidacea» 1900 г.
- Paphiopedilum henryanum
- Paphiopedilum micranthum
- Paphiopedilum bellatulum
- Paphiopedilum fairrieanum
- Paphiopedilum callosum

## Содержание и уход
Выращиваются в оранжереях и жилых помещениях. В культуре более 150 лет.
Температура.
Большинство пафиопедилюмов относятся к умеренной и теплой температурной группе. Некоторые виды требуют прохладного содержания в зимний период и наличия перепада между дневными и ночными температурами.
Субстрат.
Пафиопедилюмы содержат в пластиковых и керамических горшках с несколькими дренажными отверстиями на дне, обеспечивающими равномерную просушку субстрата.
Наиболее удобны прозрачные горшки, позволяющие следить за развитием корневой системы растения, а также степенью разложения и скоростью просыхания субстрата. Прозрачные горшки желательно ставить в кашпо, во избежание зарастания внутренней поверхности сине-зелёными водорослями.
Общим элементом субстратов смесей для пафиопедилюмов являются кусочки от 0,5 до 2 см коры сосны. Пропорции компонентов субстрата подбираются в зависимости от относительной влажности воздуха в помещении, размера горшка, возраста растения и требований конкретного вида. Для кальцефилов в грунт добавляется известняковая галька. Что по некоторым информационным источникам не является обязательным.
Некоторые варианты смесей используемых цветоводами Северной Америки:
4:1:1:1
- кора сосны, фракция 0.6—1.5 см
- перлит
- древесный уголь
- кусочки лавы

5:1:1
- кора сосны, фракция 0,6—1,5 см
- перлит
- древесный уголь

4:1:1
- кора сосны, фракция 8 мм
- древесный уголь, фракция 8 мм
- перлит, фракция 1,5—2 см

7:1:1:1 (подрод Brachypetalum)
- кора сосны, фракция 0,6—1,5 см
- крупнозернистый песок
- древесный уголь
- перлит

3:1:2:1
- кокосовые чипсы, фракция 0,6—1.5 см
- кокосовые чипсы, фракция 1,5—2 см
- керамзит, фракция 0,6—1.5 см
- древесный уголь, фракция 8 мм

Некоторые цветоводы вместо перлита используют керамзит.
Скорость разложения субстрата зависит от условий выращивания и вида растений. Если растения не пересаживаются, по крайней мере, ежегодно, то слежавшийся субстрат может вести к застою влаги, накоплению солей и последующей потере корней.
Для некоторых видов крайне важно соблюдать определенный баланс pH. Нейтральные или чуть кислые субстраты являются, вероятно, лучшими для тропических пафиопедилюмов.
Полив.
Корни большинства пафиопедилюмов располагаются в достаточно рыхлом поверхностном слое почвы состоящем из растительного опада, куда помимо влаги легко поступает воздух. Если грунт всегда сильно увлажнен, это препятствует аэрации корней и вызывает грибковые и бактериальные заболевания.
Частота полива должна быть подобрана таким образом, чтобы субстрат внутри горшка успевал почти полностью просохнуть, но не успел высохнуть полностью.
Полив осуществляется кипячёной или отстоянной водопроводной водой или водой прошедший очистку обратным осмосом с добавлением малых доз специализированного удобрения для орхидей.
Свет.
Универсального рецепта для представителей всего рода не существует. Некоторые виды могут успешно цвести на подоконнике северного окна городской квартиры, а таким видам, как Paphiopedilum rothschildianum требуется более яркое освещение с досветкой мощными искусственными источниками света в зимний период.
Большинству видов достаточно 2100—2600 люкс.
Поскольку представители этого рода растут в низких широтах, для нормального развития им требуется 12-14 часовой световой день.
Пересадка.
Пересадка осуществляется ежегодно или каждые 2-3 года, в зависимости от степени разложения и засоления субстрата, а также вида, возраста и скорости роста растения.
Некоторые коллекционеры практикуют частичную замену субстрата, каждые 6—8 месяцев.

## Болезни и вредители
Отмирание листьев. При естественном отмирании листа, он сначала становится жёлтым, а затем коричневым. В данном случае лист сразу из зелёного становится коричневого цвета. Потемнение черно-коричневого цвета начинается на верхушке листа и потом расходится каемкой по краям. Такое изменение — это показатель перенасыщения солями субстрата. Растение следует пересадить, для полива использовать воду с низким содержанием солей. Реже подобные симптомы вызывает гриб Glomerella cingulata.
Преждевременное опадение цветков. Симптом: появление светлых коричневых пятен на цветах. Заболевание вызывается грибом Botrytis cinerea. Как правила, заболевание обусловлено слишком низкими ночными температурами в сочетании с высокой относительной влажностью воздуха.
Поражения корней могут быть вызваны Fusarium oxysporum, Rhizoctonia solani и некоторыми видами Pythium и Phytopthora.

## Paphiopedilum вфилателии
- Ботанический сад. Берлин.